# Minamoto no Yoshinaka

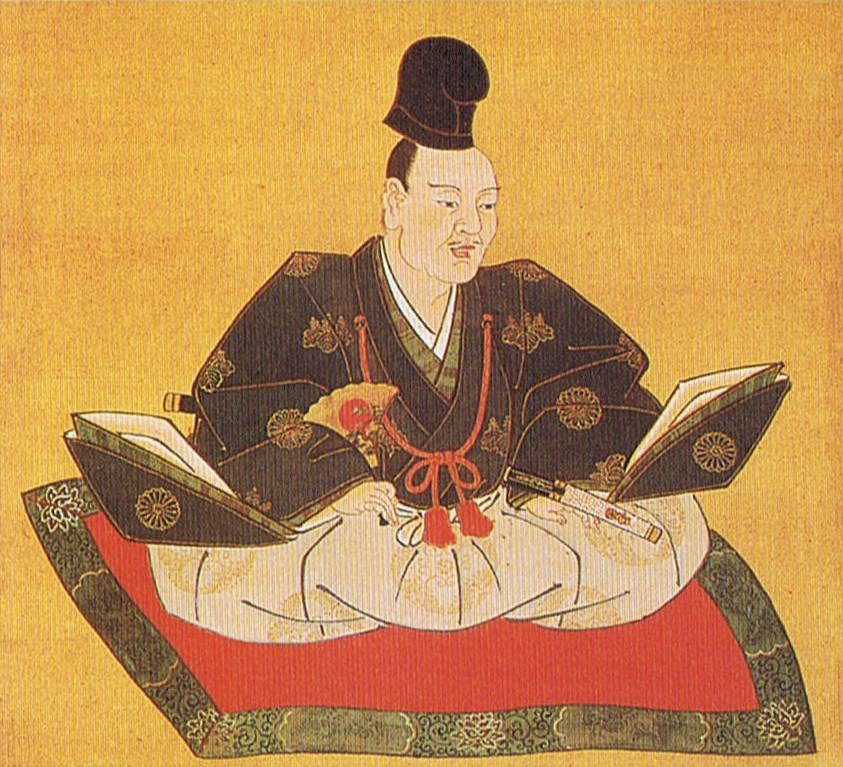
Minamoto no Yoshinaka.

Minamoto no Yoshinaka (源義仲?   1154 – 1184) fue un samurái japonés durante el período Heian de la historia de Japón. Fue miembro del clan Minamoto y primo y rival de Minamoto no Yoritomo durante las Guerras Genpei.

## Biografía
Nació en la Provincia de Musashi. Mientras aun era un niño, su padre Minamoto no Yoshikata, fue asesinado y su dominio pasó bajo control de otra rama familiar.
En 1180, Yoshinaka recibió el llamado del Príncipe Mochihito de levantarse en armas en contra del clan Taira. Yoshinaka entró de este modo a las Guerras Genpei y pronto tomó el control de la provincia de Shinano. En 1181, Yoshinaka vio la oportunidad de recobrar los dominios que habían pertenecido a su padre, los cuales ahora estaban bajo el control de Minamoto no Yoritomo. Ambos hicieron un acuerdo para no atacarse mutuamente pero Yoshinaka no aceptó que Yoritomo se convirtiera en el líder del clan, por lo que decidió terminar por sí solo con el clan Taira y tomar el control del clan.
Yoshinaka derrotó al ejército de Taira no Koremori durante la Batalla de Kurikara y marchó hacia Kioto. Los Taira se retiraron de la capital tomando al infante emperador Antoku con ellos. 
Yoshinaka salió de la capital y fue muerto por sus primos durante la Batalla de Awazu, junto a su esposa la onna-musha Tomoe Gozen. Fue enterrado en Otsu, y se construyó un templo en su honor a finales del período Muromachi.